# Malbars

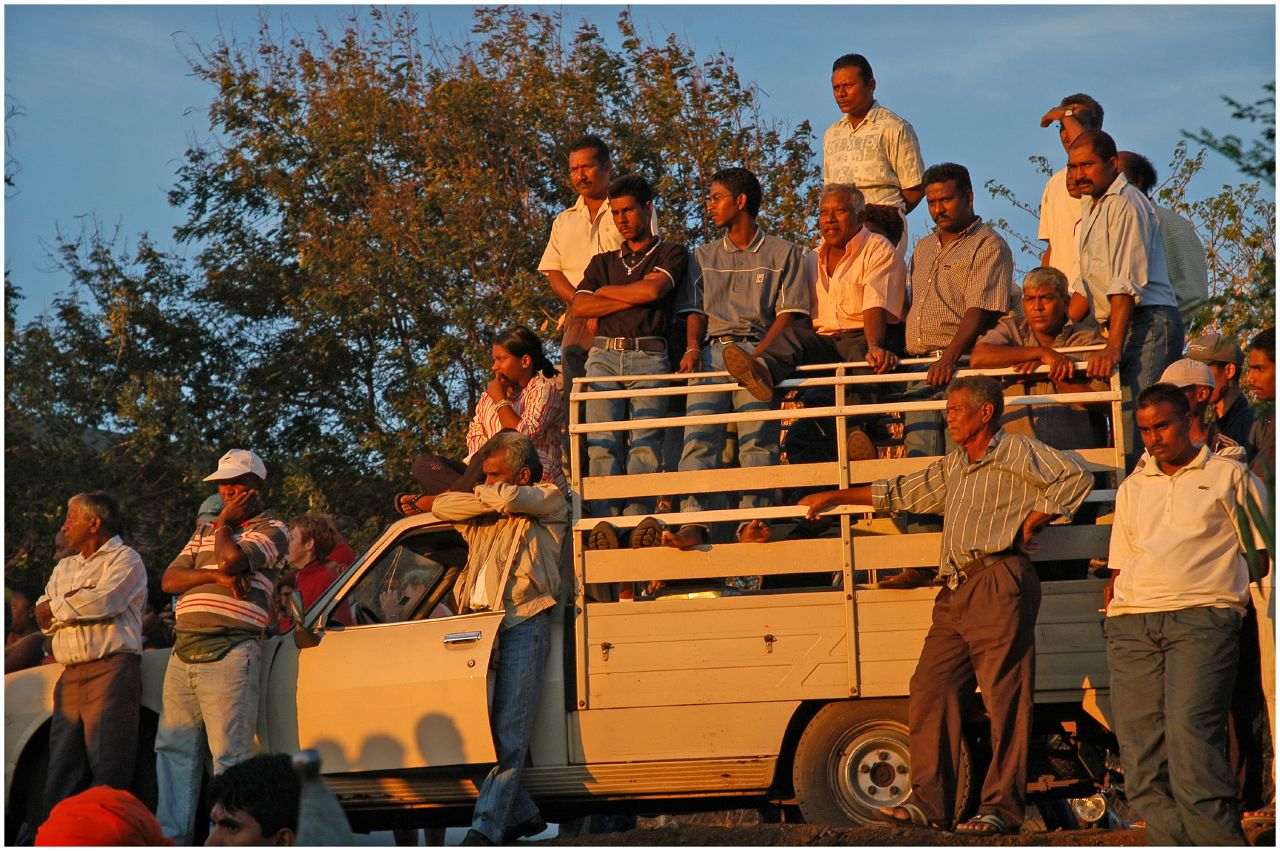
Les spectateurs d'une marche sur le feu, un public que les Réunionnais pourraient qualifier de majoritairement malbar.

Les Malbars forment le groupe ethnique d'origine indienne majoritaire à l'île de La Réunion. Arrivées dès le XVIIIe siècle, les femmes malbares comptent parmi les premières mères des premiers habitants Réunionnais avec les femmes malgaches. Aux Antilles françaises on utilise le terme « coolie-malaba » (ou « tamoul », plus exactement du Sud-Est de l'Inde) pour différencier de « coolie-kalikata » (« de Calcutta », c'est-à-dire du Nord et Est de l'Inde).

## Histoire et origines
La présence indienne à la Réunion remonte aux fondements du peuplement de l'île au XVIIe siècle. Elle y est rapidement qualifiée de « Malabar », un terme venant du mot français désignant les habitants de la côte de Malabar en Inde (terme d'origine persane), et par extension du sud de la péninsule indienne. Les premiers indiens arrivant à la Réunion sont issus de la côte occidentale de l'Inde, incluant Goa et Surate, mais aussi de la côte de Coromandel, sur la façade orientale. Parmi ces pionniers, les femmes indo-portugaises sont notoires; mariées aux colons français, elles sont les mères de nombreuses familles créoles de l'île qui portent aujourd'hui des noms d'origine française ou portugaise. La mise en valeur économique de l'île, par la culture du café, est aussi soutenue avec l'apport d'esclaves indiens (entre-autres) aux XVIIe et XVIIIe siècles, qui constitueront jusqu'à 24 % de la population servile en 1709, bien que leur nombre diminue progressivement à mesure que les réseaux esclavagistes se focalisent sur Madagascar et l'Afrique orientale. À cette même période peut être aussi remarqué l'établissement d'une petite communauté indienne d'artisans et de mains-d'œuvre spécialisée, une première communauté d'engagés recrutés par l'État, afin de soutenir des secteurs tels que la construction et les travaux publics.
Néanmoins, la plus importante population d'origine indienne s'établie sur l'île à compter du milieu du XIXe siècle, à la faveur du schéma engagiste mis en place pour l'industrie sucrière réunionnaise. Les descendants de ces engagés du sucre, qui sont ceux connus actuellement à La Réunion comme les « Malbars », composent environ 30 % de la population du territoire. Ils peuvent aussi s'auto-désigner ou être appelés les « tamouls », en raison de l'influence culturelle prédominante du Pays tamoul (Sud-Est de l'Inde, l'actuel Tamil Nadu) sur la communauté. Ce nom peut cependant paraître limitant au vu de la diversité culturelle initiale des engagés indiens, issus tout autant du Pays télougou ou Andhra (les premiers engagés modernes étaient par ailleurs des Télingas, c'est-à-dire de langue ou culture télougoue), mais aussi — en nombre plus limité — de la basse-plaine du Gange (Oudh, Bihar et Bengale), dits de « Calcutta » (d'où ils embarquaient).
Le terme de « Malbar » n'est pas péjoratif à la Réunion mais plutôt un motif de fierté, une bonne part de la population ayant des origines malabars et les malbars ayant joué un rôle prépondérant dans l'histoire, l'économie et la culture réunionnaise. Une main-d'œuvre importante a été recrutée au XIXe siècle pour travailler dans l'industrie sucrière (les sujets de la couronne britannique étaient alors officiellement sous contrats pour un temps limité), mais aussi des directeurs d'usine. Les malbars ont apporté un savoir-faire indien notamment dans l'agriculture, l'architecture, l'ébénisterie et bien sûr la cuisine créole très influencée par l'apport indien à la Réunion. Ils sont connus en tant que bâtisseurs des cases de style créole, des grandes bâtisses qu'on peut encore admirer aujourd'hui.
Ils ont joué un rôle important dans le développement de l'industrie sucrière à la Réunion. Ils ont créé très tôt des entreprises prospères. Certains grands propriétaires terriens malbars possédaient leur propres usines sucrières. D'autres étaient actionnaires dans les usines de l'île. À Maurice, où l'influence de la colonisation britannique a maintenu les communautés, ce terme serait péjoratif avec un sens plus étroit qu'à la Réunion : on préférera le mot « hindou ».  À La Réunion, les malbars se définissent davantage comme Réunionnais à part entière ayant en commun un legs culturel indien, avec une pratique religieuse qui peut être hindouiste, catholique, certaines familles pratiquant les deux religions à la fois. Toute une génération de hussards de la république étaient non pratiquants, voire agnostiques ou athéistes. De façon générale, la religion est de l'ordre du privé et les malbars restent assez discrets sur leurs pratiques religieuses, excepté lors des fêtes traditionnelles comme le Dipavali (ou Diwali, fête de la lumière célébration de la victoire du bien, de la lumière sur le mal, les ténèbres) fêté aujourd'hui avec faste dans toute l'île. Les malabars célèbrent également les fêtes catholiques comme Noël ou Pâques, ce qui est caractéristique du métissage culturel réunionnais.

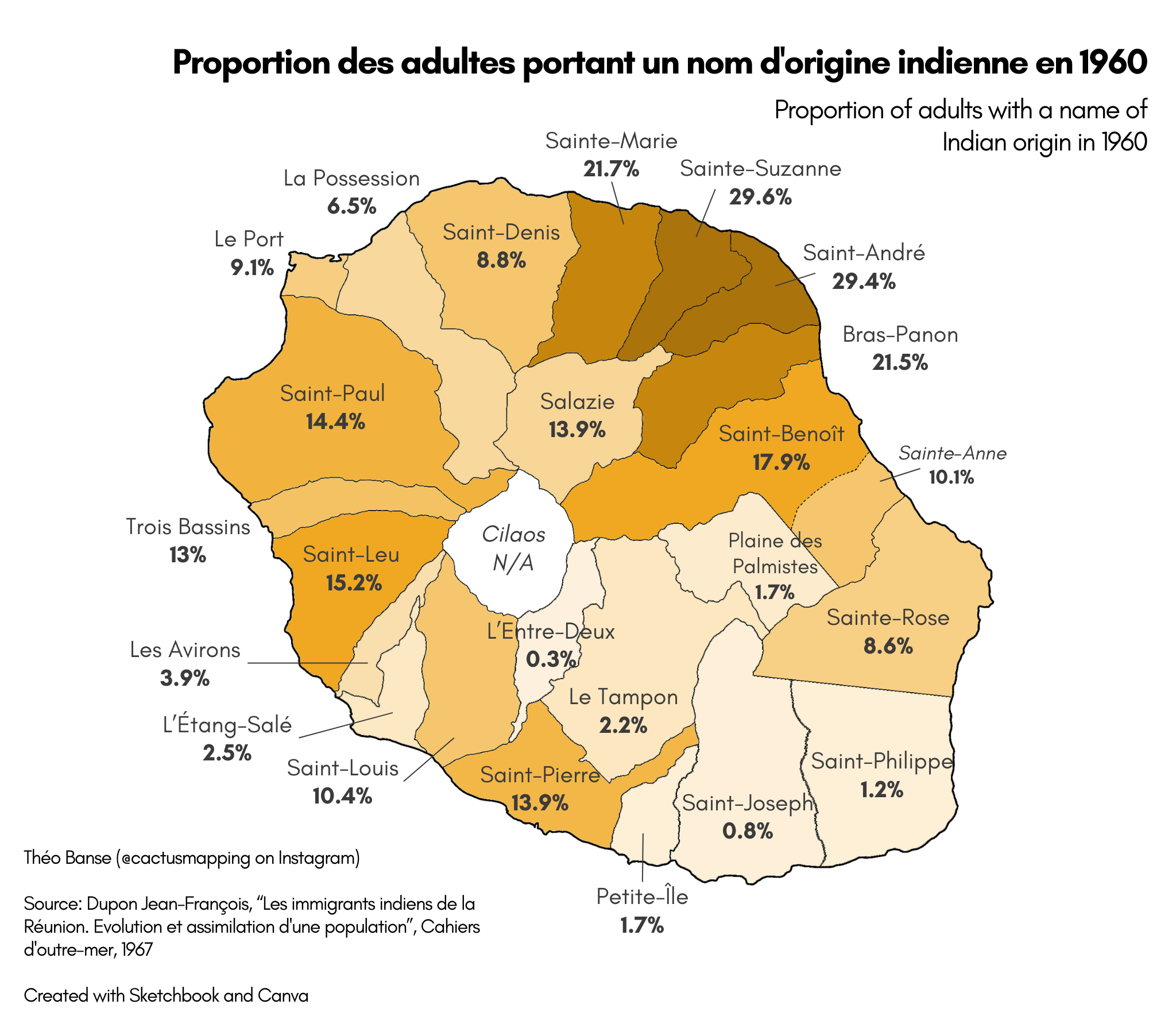
Proportion des adultes portant un nom d'origine indienne à la Réunion en 1960 par commune

## Différences entre Maurice et La Réunion
À Maurice, les hindous sont désignés en fonction de leur langue : on fera la différence entre malbars (de langue hindi), tamouls (qui sont aussi majoritairement hindous, appelés madras, mais qui parlent une langue dravidienne), et autres minorités hindoues tels que les télougous, marathis, gujaratis, etc. Ils sont originaires de différentes régions de l'Inde.
À la Réunion, les communautés ne se conçoivent que par leurs différences religieuses, ainsi les personnes originaires d'Inde mais hindouistes ou chrétiennes ou encore pratiquant à la fois l'hindouisme et le christianisme (la double pratique religieuse), originaires principalement du sud de l'Inde, seront appelées Malbar sans distinction ethnique (ils ne se conçoivent pas comme une communauté mais plutôt un groupe ethno-culturel), tandis que les personnes de la communauté musulmane sunnite arrivées plus tard du nord de l'Inde — essentiellement du Goudjarat — sont désignées par le terme zarabe ; enfin les indiens chiites, principalement arrivés à la Réunion après leur départ de Madagascar sont appelés Karanes.
L'adjectif féminin malbaraise est propre à l’île de la Réunion, à Maurice on parle de fille ou femme malbare. Il existe de nombreuses références littéraires. La plus connue est le poème de Charles Baudelaire À une Malabaraise, écrit vraisemblablement aux Mascareignes.

## Démographie
La loi excluant les statistiques ethniques lors du recensement obligatoire en France, il est difficile de les dénombrer avec précision, et seules des approximations plus ou moins fiables sont disponibles. À Maurice, les personnes d'origine indienne représentent 68 % de la population mauricienne, la Constitution reconnaissant les différentes communautés de l'île.

## Personnalités considérées comme malbars
- Louis Virapoullé[4].
- Gwendoline Absalon[5]
- Raymond Tangatchy, marathonien.
- Gilbert Pounia, chanteur.
- Célimène Gaudieux, chanteuse.
- Agnès Guéneau[Qui ?]